# Erica glabella
Erica glabella är en ljungväxtart. Erica glabella ingår i släktet klockljungssläktet, och familjen ljungväxter.

## Underarter
Arten delas in i följande underarter:
- E. g. glabella
- E. g. laevis

## Bildgalleri

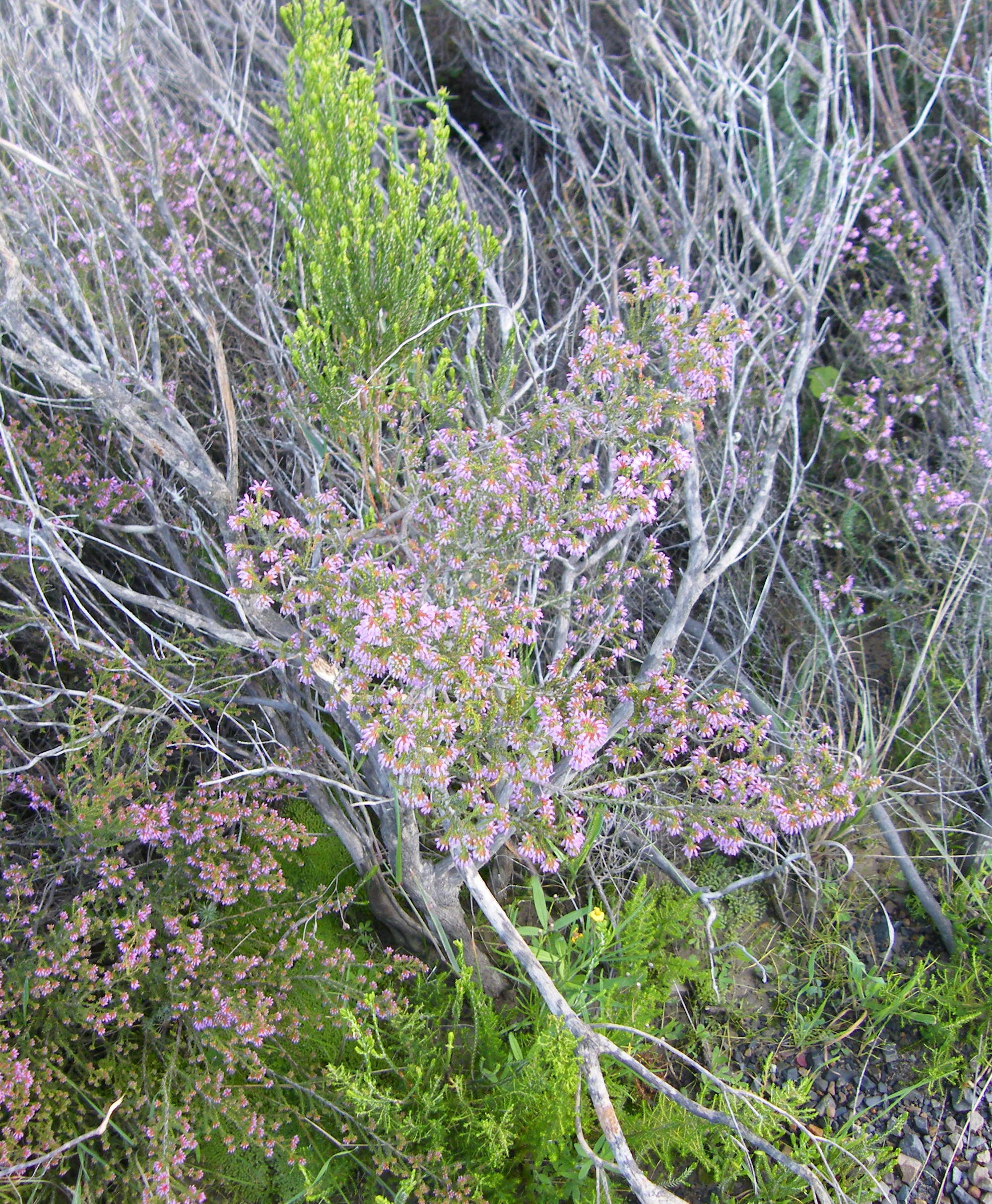
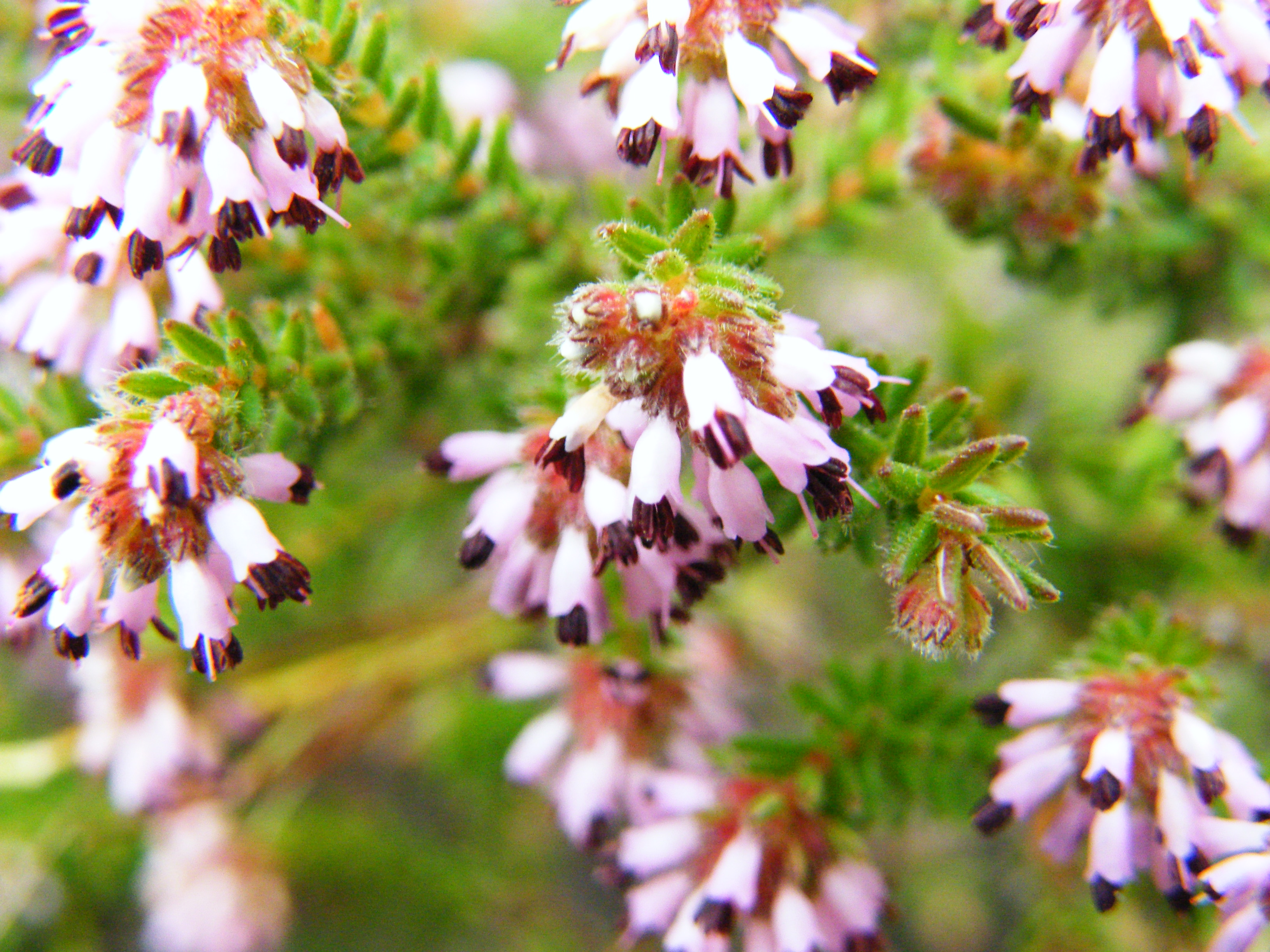